# 金正浩 (軍人)
金 正浩（キム・ジョンホ、朝鮮語: 김정호）は、朝鮮民主主義人民共和国の軍人、政治家。朝鮮労働党中央委員会委員、社会安全相、朝鮮民主主義人民共和国国務委員会委員、最高人民会議法制委員会委員長などを歴任した。朝鮮人民内務軍における軍事称号（階級）は上将。

## 経歴
出生地や生年月日は不明。2001年には同姓同名の人物が人民保安省副相と報道されている。2019年3月10日に実施された最高人民会議第14期代議員選挙で代議員に選出され、同年12月28日から開催された朝鮮労働党中央委員会第7期第5回総会で党中央委員会委員に補選された。2020年2月には人民保安相に任命されている。
2020年4月12日に開かれた最高人民会議第14期第3回会議で、朝鮮民主主義人民共和国国務委員会委員、最高人民会議法制委員会委員長に補選された。同年5月には人民保安省から社会安全省に名称が変更されている。
2021年1月5日から開催された朝鮮労働党第8次大会で党中央委員会委員から脱落し、社会安全相も解任されたが、同年7月には復帰した。同年9月7日の朝鮮労働党中央委員会政治局の公報により社会安全相を解任され、2021年9月30日に開催された最高人民会議第14期第5回会議の第2日会議で、国務委員会委員、最高人民会議法制委員会委員長から召還された。